# Udaipur (Distrikt)
Der Distrikt Udaipur (Hindi उदयपुर जिला) ist ein Distrikt im westindischen Bundesstaat Rajasthan. Verwaltungssitz ist die gleichnamige Stadt Udaipur.

## Bevölkerung
Die Einwohnerzahl liegt bei 3.067.549 (2011), mit 1.566.781 Männern und 1.500.768 Frauen.